# Stephen Varney

a Compétitions nationales et continentales officielles uniquement.

b Matchs officiels uniquement.
Dernière mise à jour le 16 juin 2025.
Stephen Varney, né le 16 mai 2001, est un joueur international italien d'origine galloise de rugby à XV jouant au poste de demi de mêlée.

## Biographie

### Jeunesse et formation
Stephen Varney est originaire de Carmarthen dans le pays de Galles, et commence le rugby dans l'école de Ysgol y Preseli (en), avant d'arriver dans le Gloucestershire à l'âge de ses 16 ans, où il intègre l'académie du Gloucester, au coté d'autres jeunes gallois comme Rees-Zammit ou Morgan.

### Carrière en club
Ayant intégré l'académie de Gloucester auparavant, Varney fait ses débuts professionnels à 17 ans avec le club local de D2 du Hartpury College, débutant sur le banc contre les Bedford Blues le 15 décembre 2018 en Championship Cup (en), seulement quelques jours après avoir remporté le championnat scolaire avec le Hartpury College (en). Il débute ensuite en deuxième division anglaise le 27 janvier 2019 contre les Cornish Pirates.
Il intègre ensuite le championnat espoir de Premiership où il s'illustre dans plusieurs rencontres, devenant à moins de 18 ans l'un des éléments les plus prometteurs du championnat anglais.
Il fait ses débuts en Premiership le 22 février 2020, entrant en jeu dans les dernières minutes d'un match contre les London Irish. C'est contre cette même équipe qu'il réalise une performance de haut vol le 5 septembre 2020, titularisé au poste de demi de mêlée, jouant la totalité du match, marquant un essai et étant logiquement nommé homme du match de cette victoire 36-23 des cherry and white.
Avant la reprise de la saison 2024-2025, Stephen Varney rejoint la France et le RC Vannes qui vient de monter pour la première fois de son histoire en Top 14.
En mai 2025, il trouve un accord avec le club anglais d'Exeter pour la saison 2025-2026. 

### Carrière internationale
Il débute en équipe d'Italie des moins de 20 ans avec une titularisation en 9 le 31 janvier 2020 pour le premier match du Six nations 2020  — interrompu après deux matchs à cause de la Pandémie de Covid-19 —  contre l'équipe du pays de Galles dont il est originaire. Il joue un rôle central dans cette victoire de l'Italie à Colwyn Bay, dont il est nommé homme du match.
En mai 2023, il est sélectionné avec l'Italie dans un groupe de 46 joueurs pour préparer la Coupe du monde 2023.
En janvier 2024, il est convoqué pour le Tournoi des Six Nations.

## Vie privée
Son père, Adrian Varney, a évolué au poste de flanker avec le club gallois du Neath RFC. Stephen a en revanche des origines italiennes par sa mère, Valeria, dont un grand-père, italien, avait été fait prisonnier de guerre au Royaume-Uni.

## Palmarès
- Gloucester Rugby
  - Vainqueur du Premiership Rugby Sevens Series (en) en 2019 (en)[19].